# Парёнка
Парёнка — старинное русское блюдо. Овощи, обычно корнеплоды, томлёные длительное время без воды в чугунках в печи.
Обычно парёнки делали из моркови, свеклы, репы и брюквы. Их готовили все вместе или по отдельности. Готовые парёнки крошили и употребляли с квасом.
Чтобы парёнки не имели привкус варёных овощей, чугунки покрывали толстым слоем ржаной и ячменной соломы, конопляной мякины или шелухи, и переворачивали вверх дном, оставляя в печи на ночь. Пареные овощи имели своеобразную консистенцию, оригинальный вкус, а также аромат соломы.
Также готовые парёнки можно подсушить: их раскладывают на противень и снова помещают в печь. Позже для этой цели стали использовать духовку.
Горячие парёнки можно подать как самостоятельное блюдо, на гарнир к мясу или как горячую закуску со сливочным маслом. Для получения сладкого блюда парёнки остужают и натирают на мелкой терке, после чего смешивают с сахаром и ягодой.